# Albert Fischer (Politiker, 1883)
Karl Albert Fischer (* 23. Dezember 1883 in Metzingen; † 28. Mai 1952 ebenda) war ein deutscher Politiker der Kommunistischen Partei Deutschlands (KPD). Er war von 1924 bis 1932 Abgeordneter des Landtags des Volksstaats Württemberg.

## Leben
Der Sohn des Maschinenarbeiters Johann Jakob Fischer (1851–1926) und der Maria Rosina geb. Müller (1854–1931) erlernte nach der Volksschule den Beruf des Weißgerbers. In früher Jugend wurde er Mitglied der Sozialdemokratischen Partei Deutschlands (SPD), wechselte aber während des Ersten Weltkriegs zur Unabhängigen Sozialdemokratischen Partei Deutschlands (USPD). Fischer war Delegierter des sogenannten Spaltungsparteitags der USPD und des Vereinigungsparteitags mit der KPD im Jahr 1920.
1924 wurde Fischer für die KPD in den Landtag des Volksstaates Württemberg gewählt, der von 1918 bis 1933 existierte, und dem Fischer bis 1932 angehörte. 1927 wurde er auch Mitglied der Bezirksleitung der KPD in Württemberg.
Nach der Machtübernahme der Nationalsozialisten und dem Verbot kommunistischer Betätigung im März 1933 wurde Fischer mehrfach verhaftet und war längere Zeit im Konzentrationslager KZ Buchenwald interniert. Nach dem Ende des Zweiten Weltkriegs wurde er erneut Mitglied der KPD und war bis zu seinem Tod politisch aktiv. Sein gleichnamiger Sohn war ebenfalls in der KPD aktiv.